# Johannes Reuchlin
Johannes Reuchlin (29 de gener de 1455, Pforzheim - † 30 de juny de 1522, Stuttgart) fou un filòsof, humanista i sacerdot catòlic alemany, profundament interessat en la càbala jueva.
És conegut com l'humanista alemany més important després d'Erasme de Rotterdam. Iniciador de les Epistolae obscurorum virorum, oncle i mestre de Philipp Melanchthon, intentant que s'allunyés de Luter, i per això una persona important per a la història de la Reforma Protestant, tot i que personalment romangué fidel a l'Església Catòlica.

## Biografia
L'any 1470 s'inscrigué com «artista» a la Universitat de Friburg. Es destacà sobretot pels seus coneixements de filologia. el marcgravi Carles I l'envià llavors a la Universitat de París. Allà, en plenes discussions filosòfiques, prengué partit pels «realistes» contra els «nominalistes». Aprengué llatí, grec i hebreu.
El 1474 es traslladà a Basilea per perfeccionar el seu coneixement de grec. L'any següent adquirí el títol de batxiller en arts liberals i després de dos anys més el de magister. En aquest període elaborà un diccionari de llatí, el Vocabolarius breviloquus. Després tornà a París per estudiar-hi dret canònic. A Orléans estudià dret romà. El 1481 obtingué el permís per doctorar-se en dret, escollí Tübingen, però el comte Eberard de Württemberg el cridà com a escriptor i orador oficial de la cort. Es traslladà llavors a Stuttgart, tot i que acompanyava el comte en els seus viatges. Es casà i quedà vidu el 1501. Tornà a casar-se. En aquest període feu amistat amb Hermolao Barbaro, Marsilio Ficino i Giovanni Pico della Mirandola (gràcies a qui començà a interessar-se per la càbala jueva).
A Linz realitzà gestions a favor del rei Frederic III amb tant d'èxit que el monarca el feu comte palatí imperial, amb la qual cosa accedí a la noblesa. Allà continuà els seus estudis d'hebreu i rebé del rei un manuscrit del Targum Onkelos, que actualment és conegut com a Codex Reuchlinianus. Després de la mort del comte, i tement les ires del seu fill, es traslladà a Heidelberg, on feu de preceptor dels fills del príncep elector. Després de l'expulsió d'Eberard II, Reuchlin tornà a Württemberg i fou nomenat jutge de la Lliga de Suàbia fins al 1512.
En aquest període tingué la polèmica amb Johann Pfefferkorn. Ell, jueu convers, havia obtingut de l'emperador el permís per requisar dels jueus els llibres religiosos que tinguessin. En posar en pràctica aquesta determinació, es produïren desordres que induïren l'emperador a recapitular. Llavors, Reuchlin fou consultat sobre la licitud de la llei i afirmà que no es podia aplicar per motius més jurídics que no pas religiosos. Les discussions s'allargaren i l'ambient s'agreujà fins al punt que, després de ser absolt Reuchlin de culpa, fou condemnada la seva obra Augenspiegel. Un grup d'humanistes d'Erfurt publicà llavors l'Epistolae obscurorum virorum, mena de sàtira contra els enemics de Reuchlin.
Els problemes polítics d'Stuttgart varen obligar-lo a anar-se'n, i se n'anà a Ingolstadt, on treballà com a professor de grec i hebreu des del 1520. L'any següent, emperò, es troba de nou a Tübingen com a catedràtic. Després de la mort de la seva segona dona, s'uní a la Confraternitat de la Salve Regina i després fou ordenat sacerdot.